# Championnat du Brésil de football 2005
Navigation
Saison précédente Saison suivante
La saison 2005 du Championnat du Brésil de football est la trente-cinquième édition du championnat de première division au Brésil. Les vingt-deux meilleurs clubs du pays disputent le championnat, joué sous forme d'une poule unique où toutes les équipes se rencontrent deux fois, à domicile et à l'extérieur. À l'issue de la saison, afin de permettre le passage du championnat à 20 formations, les quatre derniers du classement sont relégués et remplacés par les deux meilleurs clubs de deuxième division.
C'est le club des Corinthians qui est sacré champion du Brésil cette saison après avoir terminé en tête du classement final, avec trois points d'avance sur le SC Internacional et sept sur Goiás. Il s’agit du quatrième titre de champion du Brésil de l’histoire du club. Le tenant du titre, Santos, ne termine qu'à la dixième place du classement.

## Qualifications continentales
Le champion du Brésil et ses trois suivants au classement final se qualifient pour la Copa Libertadores 2006, tout comme le vainqueur de la Coupe du Brésil. Huit places sont distribuées pour la Copa Sudamericana 2006, principalement en fonction du classement final en championnat.

## Les clubs participants
| - Cruzeiro EC - Santos FC - São Paulo FC - AD São Caetano - Coritiba FC - SC Internacional - Atlético Mineiro - CR Flamengo - Goiás EC - Paraná Clube - Figueirense FC | - Atlético Paranaense - SC Corinthians - Fortaleza EC - Promu de D2 - CR Vasco da Gama - EC Juventude - Fluminense FC - Brasiliense - Promu de D2 - AA Ponte Preta - Paysandu SC - SE Palmeiras - Botafogo |

## Compétition
Le barème utilisé pour établir les classements est le suivant :
- Victoire : 3 points
- Match nul : 1 point
- Défaite : 0 point

### Classement final
| Rang | Équipe                 | Pts | J  | G  | N  | P  | Bp | Bc | Diff |
| ---- | ---------------------- | --- | -- | -- | -- | -- | -- | -- | ---- |
| 1    | SC Corinthians         | 81  | 42 | 24 | 9  | 9  | 87 | 59 | +28  |
| 2    | SC Internacional       | 78  | 42 | 23 | 9  | 10 | 72 | 49 | +23  |
| 3    | Goiás EC               | 74  | 42 | 22 | 8  | 12 | 68 | 51 | +17  |
| 4    | SE Palmeiras           | 70  | 42 | 20 | 10 | 12 | 81 | 65 | +16  |
| 5    | Fluminense FC          | 68  | 42 | 19 | 11 | 12 | 79 | 70 | +9   |
| 6    | Atlético Paranaense    | 61  | 42 | 18 | 7  | 17 | 76 | 67 | +9   |
| 7    | Paraná Clube           | 61  | 42 | 17 | 10 | 15 | 59 | 51 | +8   |
| 8    | Cruzeiro EC            | 60  | 42 | 17 | 9  | 16 | 73 | 72 | +1   |
| 9    | Botafogo               | 59  | 42 | 17 | 8  | 17 | 57 | 56 | +1   |
| 10   | Santos FC              | 59  | 42 | 16 | 11 | 15 | 68 | 71 | -3   |
| 11   | São Paulo FCCL         | 58  | 42 | 16 | 10 | 16 | 77 | 67 | +10  |
| 12   | CR Vasco da Gama       | 56  | 42 | 15 | 11 | 16 | 74 | 84 | -10  |
| 13   | Fortaleza ECP          | 55  | 42 | 16 | 7  | 19 | 58 | 64 | -6   |
| 14   | EC Juventude           | 55  | 42 | 15 | 10 | 17 | 66 | 72 | -6   |
| 15   | CR Flamengo            | 55  | 42 | 14 | 13 | 15 | 56 | 60 | -4   |
| 16   | Figueirense FC         | 53  | 42 | 14 | 11 | 17 | 65 | 72 | -7   |
| 17   | AD São Caetano         | 52  | 42 | 14 | 10 | 18 | 54 | 60 | -6   |
| 18   | AA Ponte Preta         | 51  | 42 | 15 | 6  | 21 | 63 | 80 | -17  |
| 19   | Coritiba FC            | 49  | 42 | 13 | 10 | 19 | 51 | 60 | -9   |
| 20   | Clube Atlético Mineiro | 47  | 42 | 13 | 8  | 21 | 54 | 59 | -5   |
| 21   | Paysandu SC            | 41  | 42 | 12 | 5  | 25 | 63 | 92 | -29  |
| 22   | BrasilienseP           | 41  | 42 | 10 | 11 | 21 | 47 | 67 | -20  |

|  | Qualification pour la Copa Libertadores 2006                                                   |
|  | Qualification pour la Copa Libertadores 2006 (tour préliminaire)                               |
|  | Qualification pour la Copa Sudamericana 2006                                                   |
|  | Relégation directe en deuxième division                                                        |
|  | T : Tenant du titre CL : Vainqueur de la Copa Libertadores 2005 P : Promu de deuxième division |

## Bilan de la saison
| Championnat du Brésil de football 2005 | |
| Champion                               | SC Corinthians (4e titre) |
| Coupes et trophées                     | |
| Vainqueur de la Coupe du Brésil 2005   | Paulista FC (série B) |
| Qualifications continentales           | |
| Copa Libertadores 2006                 | São Paulo FC (tenant du titre) SC Corinthians SC Internacional Goiás EC (tour préliminaire) SE Palmeiras (tour préliminaire) Paulista FC (vainqueur de la Coupe du Brésil) |
| Copa Sudamericana 2006                 | SC Corinthians Atlético Paranaense Paraná Clube Santos FC Fluminense FC Cruzeiro EC Botafogo CR Vasco da Gama                                                              |
| Promotions et relégations              | |
| Promus en Brasileiro                   | Grêmio Porto Alegre |
| Promus en Brasileiro                   | Santa Cruz FC |
| Relégués en Serie B                    | Coritiba FC |
| Relégués en Serie B                    | Clube Atlético Mineiro |
| Relégués en Serie B                    | Paysandu SC |
| Relégués en Serie B                    | Brasiliense |